# إيابيتوس (قمر)

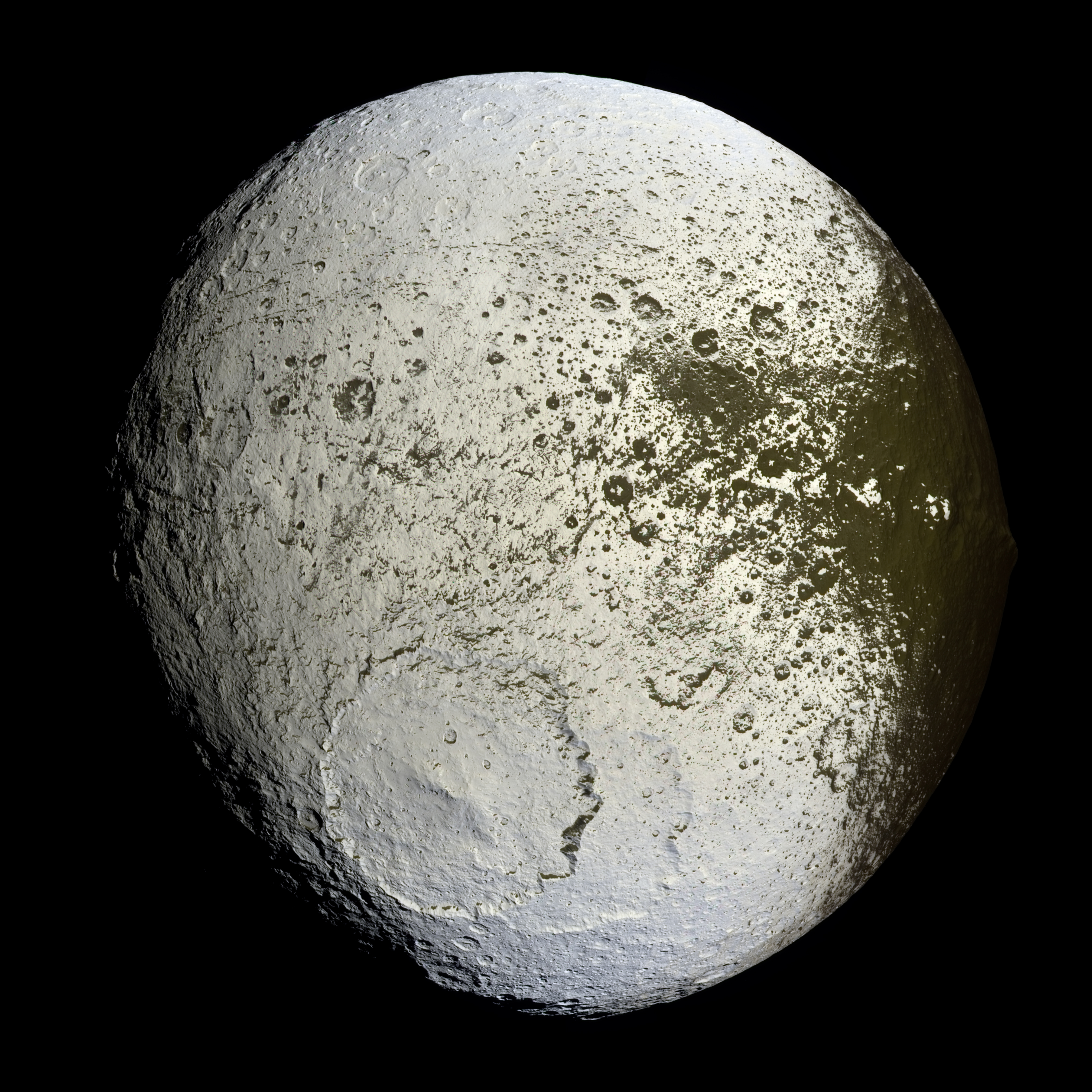
إيابيتوس

القمر إيابيتوس (بالإنجليزية: Iapetus)‏ هو ثالث أكبر قمر من أقمار زحل والحادي عشر من بين أقمار المجموعة الشمسية. إكتشفه جيوفاني كاسيني سنة 1671.

## الاكتشاف
اكتشف العالم جيوفاني كاسيني, الذي كان عالم فلك ذا أصل فرنسي-إيطالي مختلط, القمر إيابيتوس في شهر تشرين الأول عام 1671. اكتشف العالِم القمر على الجانب الغربي لكوكب زحل وحاول أن يراه على الجانب الشرقي بعد عدة أشهر, ولكن باءت تلك المحاولة بالفشل. استمر العالِم على هذا النهج في السنة اللاحقة حيث استطاع أن يرى القمر على الجانب الغربي ولكن ليس الشرقي. تمكن كاسيني من رؤية القمر (إيابيتوس) (أخيراً) على الجانب الشرقي لزحل في سنة 1705 باستخدام تيليسكوب محسّن, ملاقياً القمر أبهت بمقدارين على ذلك الجانب.
كان حدس العالم كاسيني صحيحاً حيث قال بأن إيابيتوس يحتوي على نصف كرة ساطع ونصف كرة مظلم, كما أنه مقيّد مدّياً, يبقي نفس الوجه دائماً مقابلاً لزحل. هذا يعني بأن نصف الكرة الساطع يُرى من سطح الأرض عندما يكون إيابيتوس على الجانب الغربي لزحل, وأن نصف الكرة المظلم يُرى عندما يكون إيابيتوس على الجانب الشرقي لزحل. سُميَّ نصف الكرة المظلم لاحقاً ب(كاسيني ريجيو), نسبة وتشريفاً للعالم كاسيني.

## التسمية
سُمي القمر نسبة إلى الإله التايتان إيابيتوس, كما غيره من أسماء أقمار زحل, التي سميت جميعها نسبة إلى تلك المجموعة من الآلهة الإغريقية. اقترح تلك التسمية العالم جون هيرشل في كتابه نتائج الرؤى الفلكية التي أقيمت عند رأس الرجاء الصالح الذي صدر عام 1847, حيث حفز تسمية أقمار زحل (الذي اسمه الغربي, ساتورن, يمثل الإله التايتان كرونوس الإغريقي) أسماء إخوان وأخوات ساتورن, أي الأعضاء الآخرين من الجبابرة (أو التايتانز).

## الصفات الفيزيائية
تشير الكثافة المنخفضة لإيابيتوس بأن معظمه مكون من الجليد, مع نسبة قليلة جداً (تقريباً 20%) من المواد الصخرية.
على خلاف الأقمار الأخرى, شكل إيابيتوس الكلّي ليس كروياً أو إهليلجياً, بل له قطراً منتفخاً وأقطاباً ممرودة, كما أن خط الاستواء المميز لهذا القمر عالٍ جداً لدرجة أنه يشوش مرئياً شكل القمر حتى عند الرصد من مسافات بعيدة.